# Pandemic – Tödliche Erreger
Pandemic – Tödliche Erreger (Originaltitel: Pandemic) ist ein US-amerikanisches Filmdrama mit Thriller-Elementen aus dem Jahr 2007 von Regisseur Armand Mastroianni mit Tiffani Thiessen in der Hauptrolle. Der Film startete am 26. Mai 2007 in den Vereinigten Staaten.

## Handlung
An einem Strand in Australien verabschieden sich zwei US-amerikanische Surfer voneinander, da einer von beiden zurück nach Kalifornien fliegen muss. Die beiden bemerken nicht die immense Anzahl der toten Tiere am Strand. Während des Rückfluges fängt der Surfer an Blut zu spucken und stirbt noch vor der Landung. 
Währenddessen wird in Australien der zweite Surfer tot aufgefunden. Dr. Kayla Martin ist Angestellte des CDC, welche mit dem Fall betraut wurde. Sie und die örtlichen Offiziellen bergen den toten Körper aus dem Flugzeug und setzen die anderen Passagiere unter Quarantäne. Trotz aller Vorsichtsmaßnahmen gelingt es einem Passagier sich davonzustehlen, um einen Geschäftstermin nicht zu versäumen. Unwissenderweise bringt dieser Passagier so das Virus unter die Bevölkerung von Los Angeles. Das sogenannte „Riptide Virus“, eine Mutation des Vogelgrippe-Virus taucht in der Zwischenzeit in immer mehr Städten der Welt auf.
Die Situation verkompliziert sich durch die Tatsache, dass einer der Passagiere, ein verurteilter Drogenkönig, der während des Fluges durch das FBI bewacht wurde, mit Hilfe von Sympathisanten entkommen kann. Um sich und seine Männer zu schützen, stiehlt er die benötigten Medikamente, um die Offiziellen zu erpressen. Als die Epidemie sich weiter ausbreitet und die Todeszahlen in ganz Kalifornien ansteigen, müssen sich Gouverneur und Bürgermeister trotz ihrer politischen Differenzen zusammenreißen, um eine Katastrophe zu verhindern. 
Schlussendlich schaffen es Dr. Martin und ihr Laborteam, eine Heilmethode zu entwickeln. Die Tatsache, dass der Drogenkönig eine Tuberkuloseerkrankung hatte und deswegen gegen das Riptide-Virus immun ist, schafft eine neue Behandlungsmöglichkeit. Die Antikörper von Tuberkulosepatienten verhindern, dass das Virus die Lunge befällt. Dank dieses Glücksfalles können die Patienten so gerettet werden.

## Auszeichnungen
Die Writers Guild of America zeichnete 2008 die Drehbuchautoren Bryce Zabel und Jackie Zabel mit dem WGA Award (TV) für die Beibehaltung der Originallänge des Pandemic-Skripts aus.